# Боздуганово
Боздугàново е село в Южна България, община Раднево, област Стара Загора.

## География
Село Боздуганово се намира на около 14 km югоизточно от областния център град Стара Загора и на около 15 km запад-северозападно от общинския център град Раднево. Разположено е в Старозагорското поле на Горнотракийската низина, върху равен терен. Надморската височина варира между 140 m и 145 m, а в центъра на селото е около 142 m. На около километър северно от селото тече на изток река Сазлийка, която там приема и водите на левите си притоци Азмака и Бедечка. Почвата в землището на селото преобладаващо е канелено горска. Посевите най-често биват зърнени култури. Има голяма гора, предимно от широколистни дървета.
Общински път от Боздуганово на запад през селата Коларово и Загоре води до връзка с първокласния републикански път I-5 и по него на север за Стара Загора, а на североизток води до връзка с второкласния републикански път II-57 и по него на северозапад за Стара Загора, а на югоизток за Раднево.
Селото обслужват с транспорт автобуси от автогарите Стара Загора и Раднево.
От 1969 г. село Боздуганово се водоснабдява от шахтов кладенец и помпена станция, чрез която се
подава вода до водонапорна кула (водна кула) край пътя на около 300 m западно от селото.
Землището на село Боздуганово граничи със землищата на: село Преславен на северозапад и север; село Горно Ботево на север и североизток; село Сърнево на изток; село Диня (село) на изток и югоизток; село Землен на юг; село Коларово на запад; село Малко Кадиево на северозапад.
Населението на село Боздуганово, наброявало 1073 души при преброяването към 1934 г. и 1164 към 1946 г., намалява до 360 (по служебен документ на НСИ от 31.12.2023 г.) към 2023 г.
При преброяването на населението към 1 февруари 2011 г., от обща численост 487 лица, за 409 лица е посочена принадлежност към „българска“ етническа група, за 72 – към „ромска“ и за 2 – „не отговорили“, а за принадлежност към „турска“, „други“ и „не се самоопределят“ не са посочени конкретни данни.

## История
След Руско-турската война (1877 – 1878 г.) по Берлинския договор 1878 г. селото – тогава с име Боздуванджии – остава в Източна Румелия; присъединено е към България след Съединението 1885 г. Село Боздуванджии е преименувано на Боздуганово през 1906 г. Село Боздуганово е преименувано на Грудево през 1950 г. – на името на родения в него деец на революционното работническо движение в България Груди Филипов (1895 – 1941 г.). Село Грудево е преименувано отново на Боздуганово през 1992 г.
Читалище е създадено в селото през 1920 г. Читалището е наименувано „Груди Филипов“ вероятно през 1950-те години. През 2009 г. на законово основание към наименованието му е добавена годината на неговото първоначално създаване и то става „Груди Филипов - 1920 г.“.

## Обществени институции
Село Боздуганово към 2024 г. е център на кметство Боздуганово.
В село Боздуганово към 2024 г. има:
- действащо читалище „Груди Филипов - 1920 г.“;[14]
- православна църква „Света Троица“ (построена и осветена вероятно през 2010-те години[15]);[16]
- пощенска станция.[17]

## Културни и природни забележителности
На север-северозапад от селото отвъд река Сазлийка в съседните местности Средната шума и Старата кория (според данните в Кадастрално-административната информационна система – КАИС – на Агенцията по геодезия, картография и кадастър) има защитена територия – широколистна гора, известна като Боздугановска кория с площ около 311 ha, пресечена в направление запад – изток от автомагистрала „Тракия“ (с която селото няма пряка пътна връзка).
В центъра на Боздуганово северно от читалището има паметник на жителите на селото, загинали през Балканската, Междусъюзническата и Първата световна войни.

## Редовни събития
Съборът на селото е на 2 юни.